# Abdul Majeed Waris
Pour les articles homonymes, voir Majeed et Waris (homonymie).
Abdul Majeed Waris est un footballeur international ghanéen, né le 19 septembre 1991 à Tamale au Ghana. Il évolue au poste d'attaquant.

## Enfance et débuts
Waris Majeed est né à Tamale au Ghana. A douze ans, il  fait ses premières armes dans son pays natal au sein de l'académie Right to Dream . En 2008, il rejoint l'Angleterre. Il est pensionnaire à Hartpury College dans le comté du Gloucestershire. Il intègre la réserve du Forest Green Rovers Football Club évoluant en ECFA Premier League (5e division anglaise). Il inscrit 21 buts en 36 rencontres.

### BK Häcken
En 2010, il est considéré comme un joueur prometteur et signe son premier contrat professionnel avec le club suédois du BK Häcken. Il y passera trois saisons, marquant 29 buts en 62 rencontres.
Lors de la saison 2012, Waris marque 25 buts toutes compétitions confondues et réalise un quintuplé lors de la victoire 6-0 de son équipe contre l'IFK Norrköping, le 16 mai. La même année, il termine meilleur buteur du championnat suédois avec 23 réalisations.

### Spartak Moscou
Le 19 novembre 2012, le joueur ghanéen quitte le BK Häcken et signe en faveur du Spartak Moscou pour un montant évalué à 2,2 millions d'euros.
Il débute sous ses nouvelles couleurs le 10 mars 2013 contre le Terek Grozny en entrant à la 82e minute de jeu. Il inscrit son premier but quelques mois plus tard le 8 décembre 2013 face au FK Rostov. Il est alors élu meilleur joueur de la semaine. Mais Majeed Waris est peu utilisé par le club russe.

### Prêt à Valenciennes
Il est prêté au club de Valenciennes FC en janvier 2014 et marque dès son premier match au stade du Hainaut face au SC Bastia. En France, Majeed Waris explose littéralement et se révèle au yeux de l'Europe, inscrivant 9 buts en seulement 14 apparitions. Il devient très vite la sensation du club et le chouchou du public du Hainaut qui le surnomme "Magic" Waris. Après un prêt très concluant, Majeed Waris cherchera à partir du  Spartak Moscou, désireux de porter de nouvelles couleurs.

### Trabzonspor
Lors du mercato d'été 2014, Majeed Waris signe un contrat de 3 ans en faveur du Trabzonspor. Il est très attendu par le public et le staff de Vahid Halilhodžić, mais il effectue des performances irrégulières.
À mi-saison il compte un but en Ligue Europa (à Lokeren), trois buts en Coupe de Turquie mais ne marque pas en championnat en neuf apparitions. Bien que titulaire pour la plupart des rencontres, et malgré un changement d'entraîneur, sa fin de saison reste mitigée puisqu'il ne marque aucun but. Il est signalé sur le départ lors du mercato d'été et plusieurs équipes françaises se portent volontaires pour le relancer.

### FC Lorient
Le 6 août 2015, il s'engage pour quatre ans avec le FC Lorient. Il joue son premier match avec les Merlus au stade du Moustoir contre le SC Bastia. Il marque son premier but, le 12 septembre 2015, face au SCO Angers (3-1). Le 5 novembre 2015, il écope de six matchs de suspension à cause de son comportement lors d'un match contre Guingamp.

### FC Porto
Le 19 janvier 2018, Waris est prêté au FC Porto pour le reste de la saison avec une option d'achat de six millions d'euros. Waris y signe en juin de la même année un contrat de quatre ans.

### Prêt à Nantes
Il rejoint le FC Nantes en août 2018 dans le cadre d'un prêt avec option d'achat. En octobre 2018, après le licenciement de Miguel Cardoso, il retrouve Vahid Halilhodžić qui l'avait déjà dirigé à Trabzonspor. Sous les couleurs nantaises, l'attaquant inscrit 7 buts et délivre 6 passes décisives. À la fin de saison, l'option d'achat à 6M€ est jugée trop onéreuse par les dirigeants nantais et le joueur retourne à Porto.

### Signature à Strasbourg
Après un retour à Porto où Sérgio Conceição ne le fait pas jouer, l'attaquant reste une demi-saison sans jouer durant les six derniers mois de 2019. Ardemment désiré par le président Marc Keller, le joueur rejoint Strasbourg en janvier 2020, après des négociations complexes entre agents et dirigeants de Porto. Il arrive sous la forme d'un prêt avec obligation d'achat à 2M€.

### Sélection nationale
Majeed Waris joue avec l'équipe nationale du Ghana. Il a fait ses débuts internationaux le 1er mars 2012 lors d'un match amical contre le Chili. Après avoir participé à la Coupe du monde 2014, il est forfait pour la Coupe d'Afrique des nations de football 2015 à cause d'une blessure.

## Palmarès
- BK Häcken
  - Meilleur buteur du Championnat de Suède en 2012 (23 buts).
- FC Porto
  - Championnat du Portugal en 2018

## Statistiques
| Saison                | Club                   | Championnat           | Championnat | Championnat | Coupe nationale | Coupe nationale | Coupe de la Ligue | Coupe de la Ligue | Compétition(s) continentale(s) | Compétition(s) continentale(s) | Compétition(s) continentale(s) | Ghana | Ghana | Total | Total |
| Saison                | Club                   | Division              | M.          | B.          | M.              | B.              | M.                | B.                | Comp.                          | M.                             | B.                             | M.    | B.    | M.    | B.    |
| 2009-2010             | Forest Green Rovers    | Football Conference   | 36          | 21          | -               | -               | -                 | -                 | -                              | -                              | -                              | -     | -     | 36    | 21    |
| Sous-total            | Sous-total             | Sous-total            | 36          | 21          | -               | -               | -                 | -                 | -                              | -                              | -                              | -     | -     | 36    | 21    |
| 2010                  | BK Häcken              | Allsvenskan           | 10          | 0           | 1               | 1               | -                 | -                 | -                              | -                              | -                              | -     | -     | 11    | 1     |
| 2011                  | BK Häcken              | Allsvenskan           | 16          | 3           | 1               | 0               | -                 | -                 | C3                             | 5                              | 1                              | -     | -     | 22    | 4     |
| 2012                  | BK Häcken              | Allsvenskan           | 29          | 23          | 1               | 2               | -                 | -                 | -                              | -                              | -                              | 5     | 0     | 35    | 25    |
| Sous-total            | Sous-total             | Sous-total            | 55          | 26          | 3               | 3               | -                 | -                 | -                              | 5                              | 1                              | 5     | 0     | 68    | 30    |
| 2012-2013             | Spartak Moscou         | Premier-Liga          | 7           | 0           | -               | -               | -                 | -                 | -                              | -                              | -                              | 1     | 1     | 8     | 1     |
| 2013-2014             | Spartak Moscou         | Premier-Liga          | 4           | 1           | -               | -               | -                 | -                 | C3                             | 1                              | 0                              | 4     | 2     | 9     | 3     |
| 2013-2014             | Valenciennes FC (prêt) | Ligue 1               | 16          | 9           | -               | -               | -                 | -                 | -                              | -                              | -                              | 4     | 0     | 20    | 9     |
| 2014-2015             | Spartak Moscou         | Premier-Liga          | 4           | 0           | -               | -               | -                 | -                 | -                              | -                              | -                              | -     | -     | 4     | 0     |
| Sous-total            | Sous-total             | Sous-total            | 31          | 10          | -               | -               | -                 | -                 | -                              | 1                              | 0                              | 9     | 3     | 41    | 13    |
| 2014-2015             | Trabzonspor            | Süper Lig             | 18          | 0           | 3               | 3               | -                 | -                 | C3                             | 5                              | 1                              | 5     | 1     | 31    | 5     |
| 2015-2016             | Trabzonspor            | Süper Lig             | -           | -           | -               | -               | -                 | -                 | C3                             | 3                              | 0                              | -     | -     | 3     | 0     |
| Sous-total            | Sous-total             | Sous-total            | 18          | 0           | 3               | 3               | -                 | -                 | -                              | 8                              | 1                              | 5     | 1     | 34    | 5     |
| 2015-2016             | FC Lorient             | Ligue 1               | 21          | 11          | 3               | 1               | 1                 | 0                 | -                              | -                              | -                              | 3     | 0     | 28    | 12    |
| 2016-2017             | FC Lorient             | Ligue 1               | 35+2        | 9+1         | 2               | 0               | 1                 | 1                 | -                              | -                              | -                              | 4     | 0     | 44    | 11    |
| 2017-2018             | FC Lorient             | Ligue 2               | 6           | 1           | 1               | 1               | 1                 | 0                 | -                              | -                              | -                              | 3     | 0     | 11    | 2     |
| Sous-total            | Sous-total             | Sous-total            | 64          | 22          | 6               | 2               | 3                 | 1                 | -                              | -                              | -                              | 10    | 0     | 83    | 25    |
| 2017-2018             | FC Porto               | Liga NOS              | 5           | 0           | 1               | 0               | -                 | -                 | C1                             | 2                              | 0                              | -     | -     | 8     | 0     |
| 2018-2019             | FC Nantes (prêt)       | Ligue 1               | 33          | 5           | 3               | 0               | 2                 | 2                 | -                              | -                              | -                              | 1     | 0     | 39    | 7     |
| 2019-2020             | RC Strasbourg (prêt)   | Ligue 1               | 4           | 2           | 1               | 0               | -                 | -                 | -                              | -                              | -                              | -     | -     | 5     | 2     |
| Sous-total            | Sous-total             | Sous-total            | 42          | 7           | 5               | 0               | 2                 | 2                 | -                              | 2                              | 0                              | 1     | 0     | 52    | 9     |
| 2020-2021             | RC Strasbourg          | Ligue 1               | 15          | 1           | 1               | 0               | -                 | -                 | -                              | -                              | -                              | -     | -     | 16    | 1     |
| Sous-total            | Sous-total             | Sous-total            | 15          | 1           | 1               | 0               | -                 | -                 | -                              | -                              | 0                              | -     | 0     | 16    | 1     |
| Total sur la carrière | Total sur la carrière  | Total sur la carrière | 261         | 87          | 18              | 8               | 5                 | 3                 | -                              | 16                             | 2                              | 30    | 4     | 330   | 104   |